# Endasys tyloidiphorus
Endasys tyloidiphorus là một loài tò vò trong họ Ichneumonidae.